# Dr. Oetker
Dr. Oetker — немецкая международная компания, занимающаяся производством пекарского порошка, смесей для тортов, замороженной пиццы, пудингов, кукурузных хлопьев и других продуктов.
Компания возглавляет Oetker Group со штаб-квартирой в Билефельде.

## История
Компания была основана доктором Августом Эткером в 1891 году. Первый продукт компании, хлебопекарская смесь, получила название Backin и включала 1 фунт (454 г) муки и все другие необходимые ингредиенты. В 1900 году была открыта новая фабрика для производства хлебопекарских смесей, а также новых продуктов, таких как ванильный сахар и смеси для пудинга; в том же году началось использование фирменного логотипа — женской головы в профиль на красном фоне. В 1908 году был открыт филиал в Австрии.
Сын доктора Эткера, Рудольф, погиб в 1916 году под Верденом, сам основатель умер в 1918 году. Семейное дело продолжила вдова Рудольфа, а позже его сын Рудольф-Август, который после Второй мировой войны примет участие в усиленной экспансии компании на мировые рынки. В 1930—40-е годы он являлся членом Ваффен СС, занимался поставками ингредиентов для пудингов немецкой армии. Сообщалось о том, что бизнес Эткера в эти годы использовал в том числе и рабский труд.
Рудольф-Август Эткер, внук доктора Августа Эткера, руководил компанией в период между 1944 и 1981 годами, в течение этого периода компания достигла своего наибольшего могущества. В 1960-х годах ассортимент продукции пополнился замороженными полуфабрикатами, включая закуски и дессерты, а с 1970-х годов также и пиццей. С 1934 года компания владела долей в судоходной группе Hamburg Süd, а в 1961 году увеличила свою долю до 100 %. Среди других приобретений этого периода были пивоварни, винодельни, отели в Германии, Швейцарии и Франции, а также банк Bankhaus Lampe и страховая компания Condor. Когда Рудольф-Август ушёл из руководства, то бразды правления взяло четвёртое поколение семьи Эткера (у него было 8 детей, из них 4 активно участвовали в деятельности компании).
Август Эткер, правнук учредителя, руководил компанией с 1981 до 2010 годы, после чего её возглавил его брат Ричард Эткер. В 2015 году был поглощён немецкий производитель кондитерских изделий Coppenrath & Wiese. В том же году была куплена мексиканская компания D’Gari. В 2017 году компанию возглавил Альберт Кристманн (Albert Christmann). Также в 2017 году судоходная компания Hamburg Süd была продана группе Maersk. В 2021 году часть активов была отделена в самостоятельную компанию Geschwister Oetker Beteiligungen, ей отошли все винодельческие предприятия (группа компаний Henkell Freixenet), часть производства продуктов питания и некоторые неосновные направления деятельности.

## Деятельность
Выручка группы Dr. Oetker за 2022 год составила 6,51 млрд евро, из них 3,96 млрд пришлось на продукты питания, 1,86 млрд — на пиво и безалкогольные напитки, 687 млн — на другую деятельность (доставка еды, отельный бизнес, логистика). На Германию пришлось 56 % выручки, на другие страны Евросоюза — 21 %, на остальную Европу — 8 %, на другие регионы — 15 %.
Группа Dr. Oetker имеет производственные мощности в 41 стране, продукция реализуется более, чем в 60 странах. Помимо основного бренда Dr. Oetker используются также региональные бренды, например cameo и Paneangeli в Италии, Koopmans в Нидерландах, Chicago Town в Великобритании, Alsa во Франции, Нидерландах, Бельгии, Португалии и Марокко, Mavalério в Бразилии и других странах Южной Америки, D’Gari и Rexal в Мексике, Wilton в США. Дочерняя компания Conditorei Coppenrath & Wiese — крупнейший в Германии производитель замороженных тортов и других кондитерских изделий.
Подразделение пива и безалкогольных напитков (дочерняя компания Radeberger) производит пиво под брендами Radeberger Pilsner, Jever, Clausthaler alcohol free, Schöfferhofer Weizen, Allgäuer Büble Bier, Ur-Krostitzer, Stuttgarter Hofbräu, Berliner Pilsner и Freiberger, а также минеральную воду Original Selters. Кроме этого, в рамках партнёрства с PepsiCo Radeberger Group производит напитки Pepsi, Mirinda, 7Up и Schwip Schwap, а также является дистрибьютором в Германии нескольких международных брендов пива (принадлежащие Diageo бренды Guinness, Hop House 13 и Kilkenny, принадлежащий Heineken бренд Krušovice).

## Представленность в разных странах

### Канада
Компания имеет свой головной офис и завод в Миссиссагу (Онтарио). В 1962 году Dr. Oetker вышла на канадский рынок как Condima Imports Ltd. В 2003 году компания начала использовать бренд Dr. Oetker. В июле 2011 года Dr. Oetker презентовала свою первую североамериканскую фабрику в Онтарио по производству замороженной пиццы, которая затем отправляется на рынки Канады и США. В августе 2014 года у компании MCCAIN Foods был куплен её североамериканский бизнес по производству замороженной пиццы.

### Малайзия
Dr. Oetker в Малайзии начала работу после поглощения компании Nona Foods, которая ранее принадлежала Toro Food Industries. Следуя традициям Nona Foods, местная дочерняя компания Dr. Oetker занимается производством желейной смеси и мучных приправ, в дополнение к производству пиццы и выпечки.

### Румыния
Компания представлена на рынке Румынии с 1998 года, после поглощения Regal Corporation. 4 года спустя компания открыла своё производство в городе Куртя-де-Арджеш. В 2007 году Dr. Oetker купила местный бренд Inedit (соевые продукты), в 2009 году — местный бренд Adazia, в 2015 году — бренд Alex и в 2016 году — Morarita. В 2018 году Dr. Oetker вошла в сотню крупнейших игроков в пищевой промышленности Румынии.

## Уход с российского рынка
8 апреля 2022 года компания Dr. Oetker Group выпустила пресс-релиз, в котором официально объявила о своём полном уходе с российского рынка. Компания заявила, что приостанавливает всю инвестиционную и маркетинговую деятельность в связи с вооруженной агрессией России против Украины. Кроме того, Dr. Oetker продаёт все права на новый завод, который был построен в Белгороде (Россия) незадолго до войны, российским управляющим директорам.
На бывших производственных мощностях компании в России осуществляет деятельность ООО «Д-р Бейкерс». Компания выпускает основную линейку продуктов для выпечки под маркой Dr. Bakers по той же рецептуре и с тем же дизайном упаковки.